# スティル・ライフ (アニー・ハズラムのアルバム)
『スティル・ライフ』（Still Life）は、イギリスの歌手アニー・ハズラムが1985年に発表した、ソロ名義では2作目のスタジオ・アルバム。

## 背景
全曲ともクラシック音楽の楽曲からの引用で、ルネッサンス（ハズラムの所属バンド）やエレクトリック・ライト・オーケストラとの仕事でも知られるルイス・クラークと、10年以上ハズラムと共同作業を続けてきた作詞家ベティ・サッチャーが全面参加した。また、選曲もハズラム、クラーク、サッチャーによる。ただし、モーツァルトの『アヴェ・ヴェルム』のみ、サッチャーの歌詞ではなく原曲のラテン語詩で歌われている。

## 評価
Tomas Mureikaはオールミュージックにおいて5点満点中4.5点を付け「サラ・ブライトマンやシャルロット・チャーチが自分のジャンルを選択するよりも前に、アニー・ハズラムはクラシックのメロディとシンフォニックなオーケストラを用いて、非常に素晴らしい伝統的なメロディと編曲を押し出したポップ・ソングの、完璧なる可愛らしい宝石を生み出した」「ハズラムのキャリアにおけるハイライトの一つ」と評している。また、Martin Hutchinsonは2011年9月19日付の『The Bolton News』において「クラシックとポピュラー音楽の結合は、おおむね良い事ではあるが、このアルバムはそうした結合の最上の結果を提示している」と評している。

## リイシュー
1994年12月16日には、日本のアポロンから世界初CD化された。また、2011年にGonzo Multimediaから発売されたリマスターCD (HST073CD)には、全曲のインストゥルメンタル・ヴァージョンを収録したボーナスCDが付属したヴァージョンも存在する。

## 収録曲
4.を除く全曲とも作詞はベティ・サッチャーによる。
1. フォーエヴァー・バウンド "Forever Bound" – 3:54
  - チャイコフスキー『交響曲第5番ホ短調』第2楽章からの引用。
2. スティル・ライフ "Still Life" – 3:00
  - J・S・バッハ『管弦楽組曲第3番ニ長調』第2曲「G線上のアリア」からの引用。
3. ワン・デイ "One Day" – 2:58
  - フォーレ『ドリー』第1曲「子守唄」からの引用。
4. アヴェ・ヴェルム "Ave Verum" – 2:43
  - モーツァルト、モテット『アヴェ・ヴェルム』からの引用。
5. シャイン "Shine" – 3:22
  - サティ『ジムノペディ』第1番からの引用。
6. ケアレス・ラヴ "Careless Love" – 3:31
  - ショパン「別れの曲」からの引用。
7. グリッター・アンド・ダスト "Glitter and Dust" – 3:17
  - チャイコフスキー『白鳥の湖』第2幕「情景」からの引用。
8. ザ・デイ・ユー・ストレイド "The Day You Strayed" – 3:48
  - フォーレ「パヴァーヌ」からの引用。
9. セイヴ・アス・オール "Save Us All" – 3:49
  - ジャゾット編『アルビノーニのアダージョ』からの引用。
10. スカイラ "Skaila" – 2:35
  - ディーリアス、歌劇『コアンダ』より「ラ・カリンダ」からの引用。
11. ビター・スウィート "Bitter Sweet" – 2:29
  - サン＝サーンス『動物の謝肉祭』より「白鳥」からの引用。
12. チェインズ・アンド・スレッズ "Chains and Threads" – 3:39
  - ワーグナー、歌劇『タンホイザー』からの引用。

## 参加ミュージシャン
- アニー・ハズラム - ボーカル
- ルイス・クラーク - 編曲、指揮
- ロイヤル・フィルハーモニック・オーケストラ
- スカイラ・カンガ（英語版） - ハープ
- トレヴァー・バストウ - ピアノ
- アンディ・パスク - ベース・ギター
- バリー・デ・スーザ - ドラムス